# Dick Nemelka
Richard Samuel Nemelka, detto Dick (Salt Lake City, 1º ottobre 1943 – Salt Lake City, 19 settembre 2020), è stato un cestista statunitense, professionista nella ABA.

## Carriera
Venne selezionato dai St. Louis Hawks al quinto giro del Draft NBA 1966 (44ª scelta assoluta).

## Palmarès
- Campionato ABA: 1

Utah Stars: 1971
- Campione NIT (1966)